# Путгартен
Путгартен (нем. Putgarten) — община в Германии, в земле Мекленбург-Передняя Померания, входит в район Померания-Рюген, и подчиняется управлению Норд-Рюген. Занимает площадь 12,65 км².

## История
Путгартен был известен ещё в VI—XII веках, когда остров населяли руяне, и был в подчинении города Аркона (Яромарсбург).
В 1326 году поселение становится частью княжества Рюген, а позднее войдя в герцогство Померания.
После подписания Вестфальского мира в 1648 году, территория перешла в Шведскую Померанию, а в 1815 году становится частью прусской провинции Померания.
С 1818 года Путгартен входил в состав германского района Рюген.
В 1990 году поселение, вместе со всем районом, подчинено земле Мекленбург-Передняя Померания.
В 2011 году, после проведённых реформ, район Рюген был упразднён, а Путгартен вошёл в новый район Передняя Померания Рюген.

## Население
Население составляет 205 человек (на 31 декабря 2013 года); в 2003 году — 287.
| Год  | Численность | Численность |
| ---- | ----------- | ----------- |
| 2017 | 191         | [ 1 ]       |
| 2019 | 183         | [ 4 ]       |
| 2021 | 182         | [ 5 ]       |
| 2022 | 188         | [ 6 ]       |
| 2023 | 182         | [ 2 ]       |

## Галерея

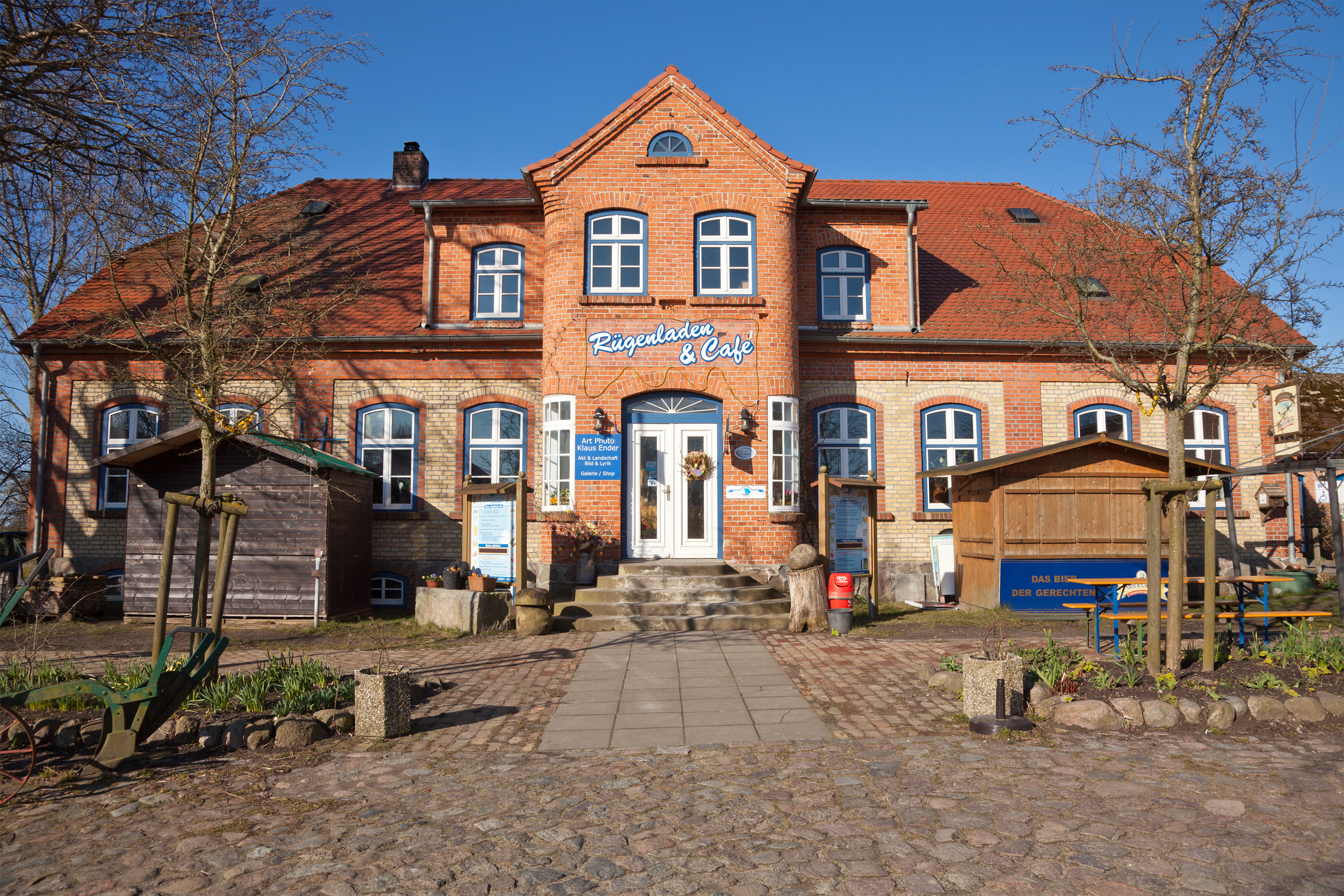
Кафе Аркона, в стиле замка
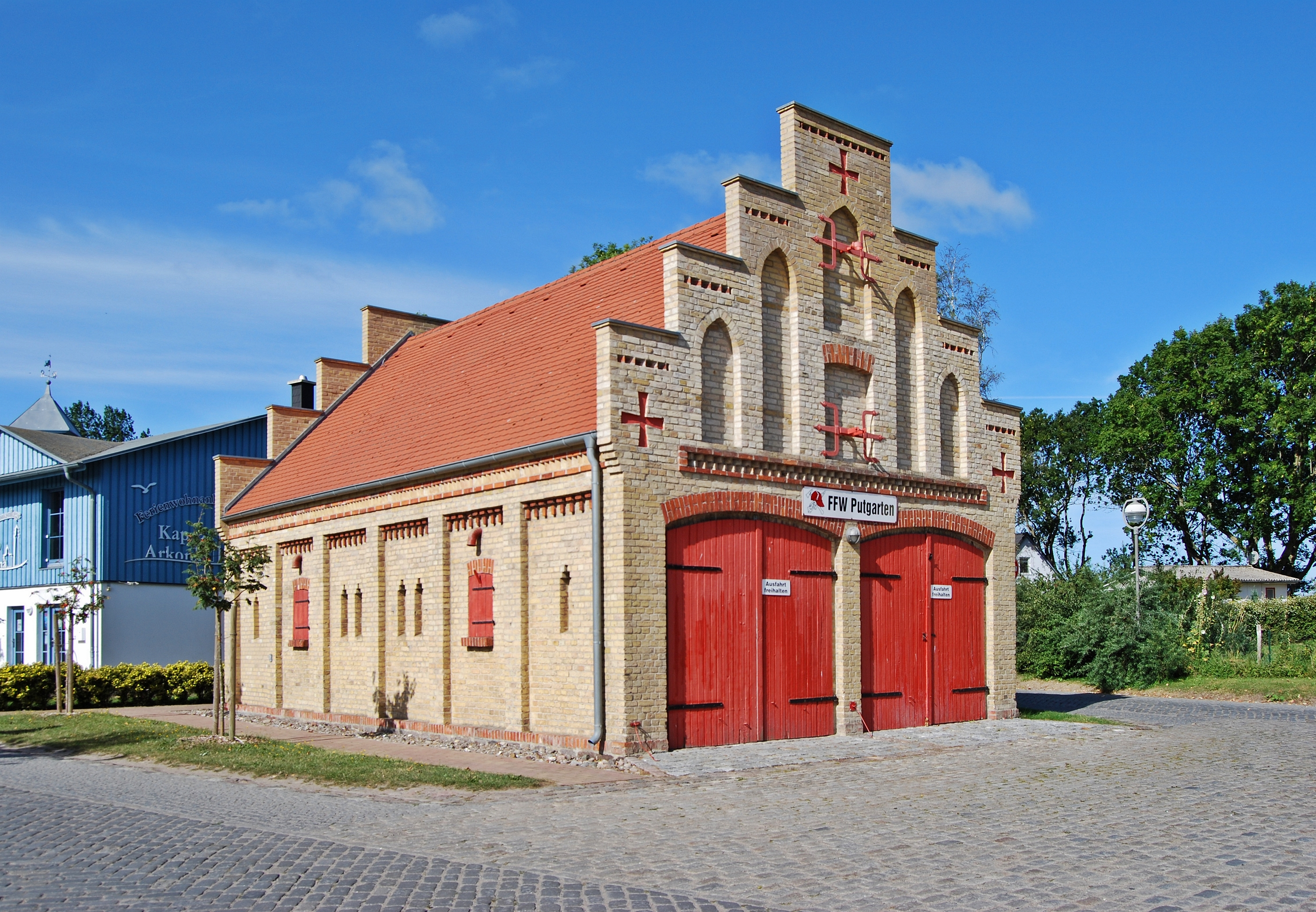
Здание пожарной охраны
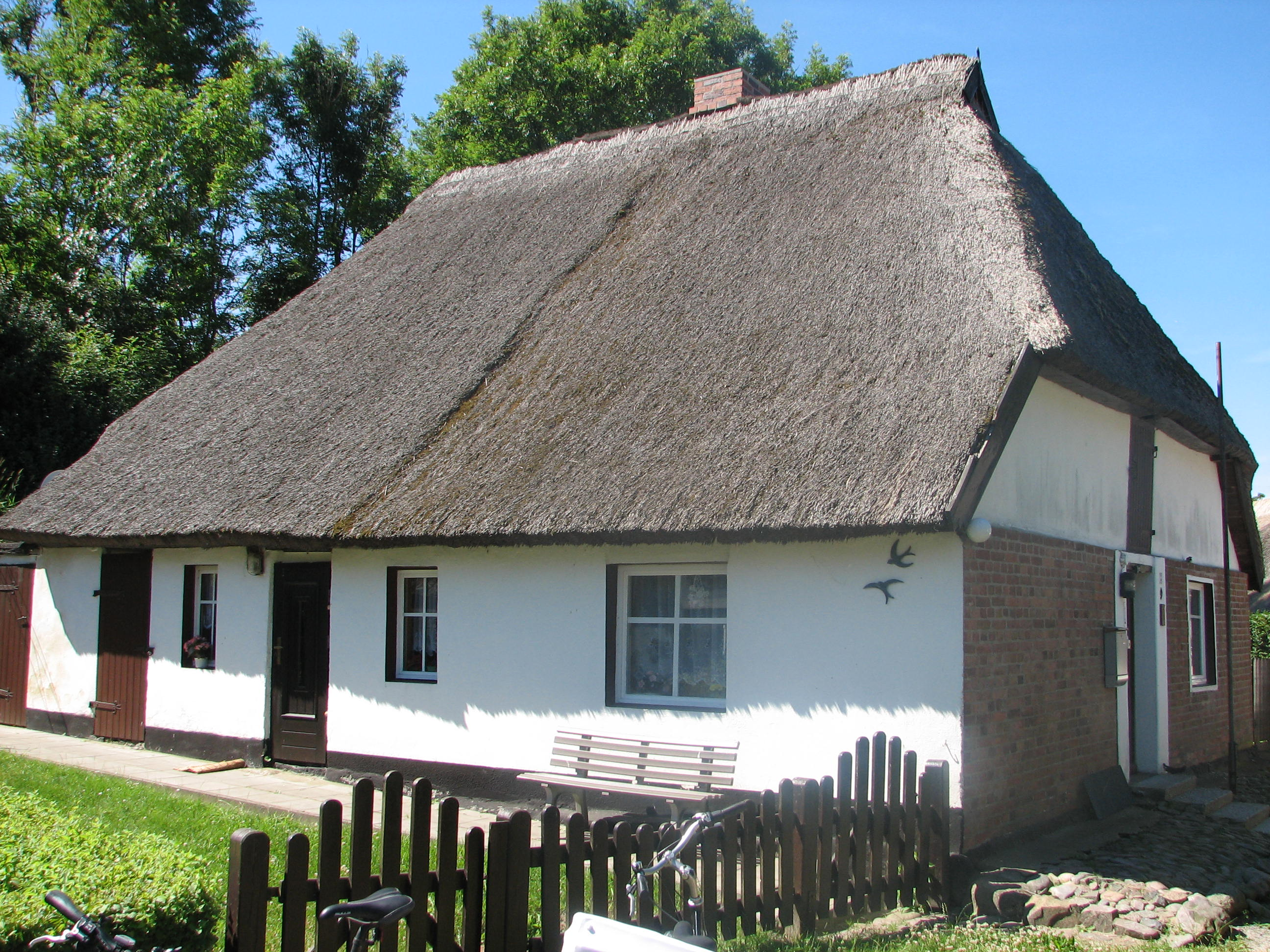
Сельский дом
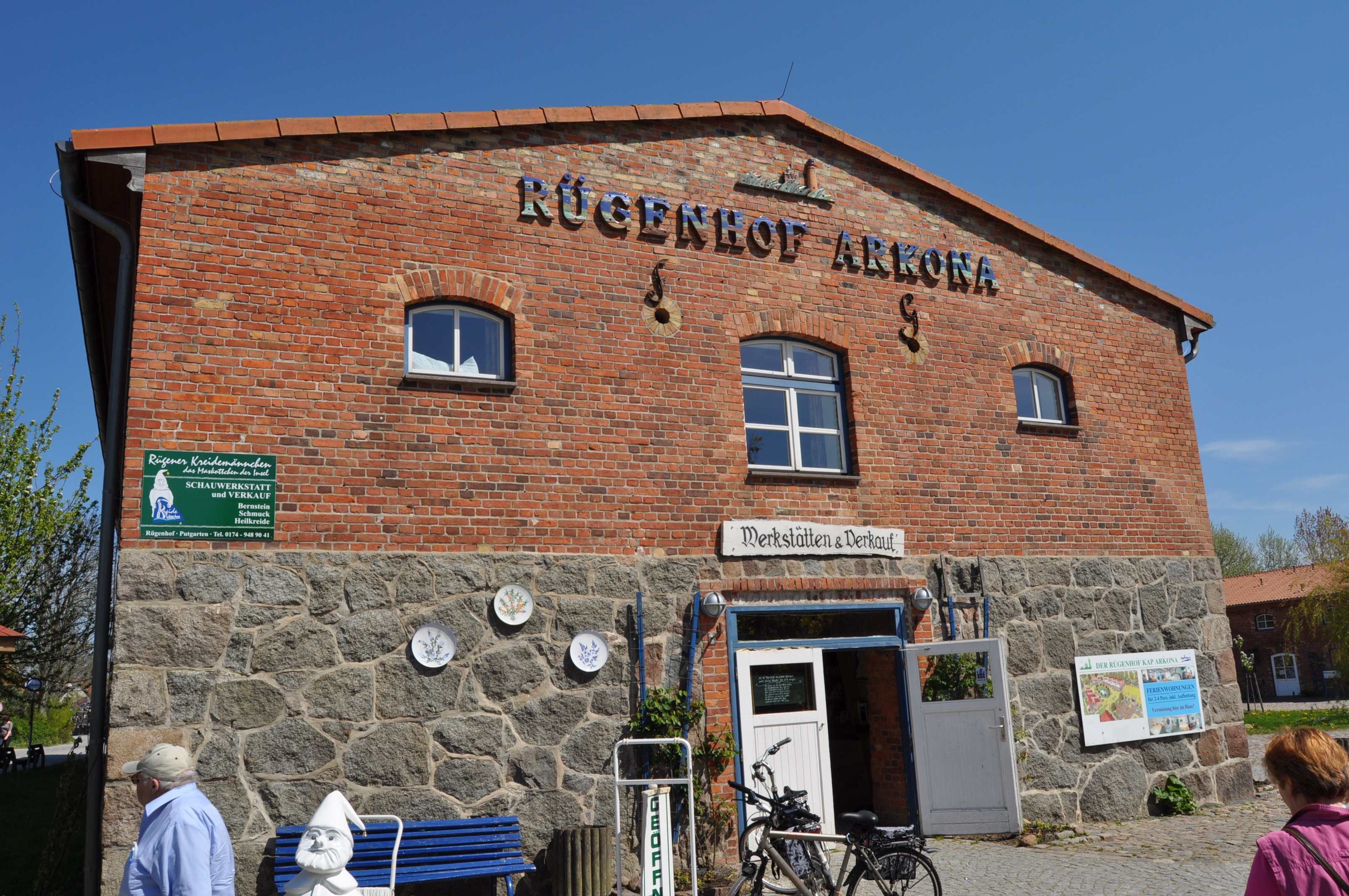
Рынок Аркона, в здании старого склада